# نادیا گومز
نادیا گومز (انگلیسی: Nádia Gomes؛ زادهٔ ۹ نوامبر ۱۹۹۶) بازیکن فوتبال اهل پرتغال است.
از باشگاه‌هایی که در آن بازی کرده‌است می‌توان به باشگاه فوتبال اورلندو پراید اشاره کرد.
وی همچنین در تیم‌های ملی فوتبال زنان پرتغال بازی کرده‌است.